# Maravilla Tíber
Maravilla Tíber är en ort i Mexiko.   Den ligger i kommunen Ocosingo och delstaten Chiapas, i den sydöstra delen av landet, 800 km öster om huvudstaden Mexico City. Maravilla Tíber ligger 1 623 meter över havet och antalet invånare är 140.
Terrängen runt Maravilla Tíber är lite bergig. Runt Maravilla Tíber är det ganska tätbefolkat, med 75 invånare per kvadratkilometer. Närmaste större samhälle är Ocosingo, 19,0 km nordost om Maravilla Tíber. I omgivningarna runt Maravilla Tíber växer i huvudsak städsegrön lövskog.